# Milà cuaforcat
El milà cuaforcat o esparver cuaforcat (Elanoides forficatus) és un ocell rapinyaire de la família dels accipítrids (Accipitridae), únic membre del gènere Elanoides Vieillot, 1818. Cria al continent americà, des del sud dels Estats Units fins a l'est del Perú i el nord de l'Argentina. El seu estat de conservació es considera de risc mínim.
És un rapinyaire de mitjana grandària, negre per sobre i blanc per sota, i amb la cua profundament partida.

## Taxonomia
Tradicionalment s'ha classificat entre els elanins (Elaninae) però estudis genètics de principis del segle XXI el situen prop dels aligots vespers, a la subfamília dels Gipetins (Gypaetinae).